# Torneo Intermedio 2019
El Torneo Intermedio 2019 constituyó el segundo certamen del 116.º Campeonato de Primera División del fútbol uruguayo organizado por la AUF. Se realizó desde el 13 de julio hasta el 8 de septiembre.

## Sistema de disputa
Se disputa en dos series, A y B, conformada la primera por los equipos que resultaron en posiciones impares en el Torneo Apertura 2019, y la segunda por los equipos que se ubicaron en las posiciones pares de dicho torneo. Los grupos por tanto, resultaron de la siguiente manera:
| Serie A               | Serie B                 |
| --------------------- | ----------------------- |
| 1° Peñarol            | 2° Fénix                |
| 3° Nacional           | 4° Cerro Largo          |
| 5° Danubio            | 6° Montevideo Wanderers |
| 7° Progreso           | 8° Liverpool            |
| 9° Boston River       | 10° Rampla Juniors      |
| 11° Defensor Sporting | 12° Racing              |
| 13° Juventud          | 14° Plaza Colonia       |
| 15° River Plate       | 16° Cerro               |

Debido al buen momento de equipos del interior como Cerro Largo y Plaza Colonia, el presidente del club arachán propuso fijar una sede neutral y fuera de la capital para la final del certamen, postulando al estadio Domingo Burgueño Miguel (de Maldonado), el Atilio Paiva Olivera (de Rivera) y el Raúl Goyenola (de Tacuarembó), como hipotéticas sedes.

## Clasificación

### Tablas de posiciones

#### Grupo A
|                                               | Pos. | Equipos           | Puntos | PJ | PG | PE | PP | GF | GC | Dif. |
| --------------------------------------------- | ---- | ----------------- | ------ | -- | -- | -- | -- | -- | -- | ---- |
|                                               | 1°   | River Plate       | 15     | 7  | 4  | 3  | 0  | 7  | 3  | +4   |
|                                               | 2°   | Nacional          | 14     | 7  | 4  | 2  | 1  | 13 | 6  | +7   |
|                                               | 3°   | Progreso          | 10     | 7  | 2  | 4  | 1  | 9  | 7  | +2   |
|                                               | 4°   | Peñarol           | 9      | 7  | 2  | 3  | 2  | 9  | 7  | +2   |
|                                               | 5°   | Defensor Sporting | 9      | 7  | 2  | 3  | 2  | 12 | 12 | 0    |
|                                               | 6°   | Juventud          | 7      | 7  | 1  | 4  | 2  | 5  | 7  | -2   |
|                                               | 7°   | Boston River      | 7      | 7  | 1  | 4  | 2  | 5  | 9  | -4   |
|                                               | 8°   | Danubio           | 1      | 7  | 0  | 1  | 6  | 5  | 14 | -9   |
| Última actualización: 1 de septiembre de 2019 |      |                   |        |    |    |    |    |    |    |      |

|  | Ganador del Grupo A y clasificado a la final del Torneo Intermedio. |

#### Grupo B
|                                            | Pos. | Equipos              | Puntos | PJ | PG | PE | PP | GF | GC | Dif. |
| ------------------------------------------ | ---- | -------------------- | ------ | -- | -- | -- | -- | -- | -- | ---- |
|                                            | 1°   | Liverpool            | 18     | 7  | 6  | 0  | 1  | 18 | 5  | +13  |
|                                            | 2°   | Cerro Largo          | 16     | 7  | 5  | 1  | 1  | 11 | 5  | +6   |
|                                            | 3°   | Plaza Colonia        | 13     | 7  | 4  | 1  | 2  | 9  | 7  | +2   |
|                                            | 4°   | Fénix                | 9      | 7  | 3  | 0  | 4  | 7  | 10 | -3   |
|                                            | 5°   | Rampla Juniors       | 7      | 7  | 2  | 1  | 4  | 11 | 12 | -1   |
|                                            | 6°   | Racing               | 7      | 7  | 2  | 1  | 4  | 10 | 16 | -6   |
|                                            | 7°   | Cerro                | 7      | 7  | 2  | 1  | 4  | 3  | 7  | -4   |
|                                            | 8°   | Montevideo Wanderers | 4      | 7  | 1  | 1  | 5  | 9  | 16 | -7   |
| Última actualización: 31 de agosto de 2019 |      |                      |        |    |    |    |    |    |    |      |

|  | Ganador del Grupo B y clasificado a la final del Torneo Intermedio. |

## Fixture
| Fecha 1 | Fecha 1       | Fecha 1   | Fecha 1           | Fecha 1                 | Fecha 1     | Fecha 1 | Fecha 1            | Fecha 1 |
| Serie   | Local         | Resultado | Visitante         | Estadio                 | Fecha       | Hora    | Árbitro            |         |
| ------- | ------------- | --------- | ----------------- | ----------------------- | ----------- | ------- | ------------------ | ------- |
| A       | Juventud      | 2:2       | Danubio           | Juventud Parque Artigas | 13 de julio | 15:00   | Jonathan Fuentes   |         |
| B       | Cerro Largo   | 3:0       | Racing            | Antonio Ubilla          | 13 de julio | 15:00   | Leodán González    |         |
| B       | Cerro         | 0:2       | Liverpool         | Luis Tróccoli           | 13 de julio | 15:00   | Federico Modernell |         |
| A       | Nacional      | 1:2       | Defensor Sporting | Gran Parque Central     | 13 de julio | 18:00   | Christian Ferreyra |         |
| B       | Plaza Colonia | 2:1       | Wanderers         | Parque Juan Prandi      | 14 de julio | 15:00   | Andrés Cunha       |         |
| A       | River Plate   | 0:0       | Progreso          | Parque Saroldi          | 14 de julio | 15:00   | Daniel Fedorczuk   |         |
| B       | Fénix         | 1:0       | Rampla Juniors    | Parque Capurro          | 14 de julio | 15:00   | Andrés Matonte     |         |
| A       | Peñarol       | 4:0       | Boston River      | Campeón del Siglo       | 14 de julio | 18:00   | Gustavo Tejera     |         |

| Fecha 2 | Fecha 2           | Fecha 2   | Fecha 2       | Fecha 2                     | Fecha 2     | Fecha 2 | Fecha 2            | Fecha 2 |
| Serie   | Local             | Resultado | Visitante     | Estadio                     | Fecha       | Hora    | Árbitro            |         |
| ------- | ----------------- | --------- | ------------- | --------------------------- | ----------- | ------- | ------------------ | ------- |
| A       | Defensor Sporting | 1:1       | Juventud      | Luis Franzini               | 20 de julio | 15:00   | Fernando Falce     |         |
| B       | Racing            | 0:2       | Plaza Colonia | Parque Osvaldo Roberto      | 20 de julio | 15:00   | Diego Riveiro      |         |
| B       | Wanderers         | 1:2       | Cerro Largo   | Parque Alfredo Víctor Viera | 20 de julio | 15:00   | Christian Ferreyra |         |
| A       | Progreso          | 1:1       | Peñarol       | Parque Capurro              | 20 de julio | 15:00   | Esteban Ostojich   |         |
| B       | Rampla Juniors    | 0:1       | Cerro         | Olímpico                    | 21 de julio | 12:00   | Daniel Fedorczuk   |         |
| A       | Boston River      | 0:0       | River Plate   | Complejo Rentistas          | 21 de julio | 15:00   | Diego Dunajec      |         |
| B       | Liverpool         | 5:1       | Fénix         | Belvedere                   | 21 de julio | 15:00   | Claudia Umpiérrez  |         |
| A       | Danubio           | 1:2       | Nacional      | Jardines del Hipódromo      | 21 de julio | 15:00   | Gustavo Tejera     |         |

| Fecha 3 | Fecha 3       | Fecha 3   | Fecha 3           | Fecha 3                 | Fecha 3     | Fecha 3 | Fecha 3          | Fecha 3 |
| Serie   | Local         | Resultado | Visitante         | Estadio                 | Fecha       | Hora    | Árbitro          |         |
| ------- | ------------- | --------- | ----------------- | ----------------------- | ----------- | ------- | ---------------- | ------- |
| B       | Plaza Colonia | 1:2       | Rampla Juniors    | Parque Juan Prandi      | 27 de julio | 15:00   | Yimmy Álvarez    |         |
| A       | River Plate   | 2:1       | Defensor Sporting | Parque Saroldi          | 27 de julio | 15:00   | Federico Lovesio |         |
| A       | Peñarol       | 2:0       | Danubio           | Campeón del Siglo       | 27 de julio | 15:00   | Leodán González  |         |
| A       | Nacional      | 4:2       | Progreso          | Gran Parque Central     | 27 de julio | 19:30   | Andrés Matonte   |         |
| B       | Fénix         | 3:0       | Wanderers         | Parque Capurro          | 28 de julio | 15:00   | Yimmy Álvarez    |         |
| A       | Juventud      | 1:0       | Boston River      | Juventud Parque Artigas | 28 de julio | 15:00   | José Burgos      |         |
| B       | Cerro         | 1:2       | Racing            | Luis Tróccoli           | 28 de julio | 15:00   | Andrés Cunha     |         |
| B       | Cerro Largo   | 1:0       | Liverpool         | Antonio Ubilla          | 28 de julio | 17:00   | Daniel Fedorczuk |         |

| Fecha 4 | Fecha 4           | Fecha 4   | Fecha 4     | Fecha 4                 | Fecha 4      | Fecha 4 | Fecha 4            | Fecha 4 |
| Serie   | Local             | Resultado | Visitante   | Estadio                 | Fecha        | Hora    | Árbitro            |         |
| ------- | ----------------- | --------- | ----------- | ----------------------- | ------------ | ------- | ------------------ | ------- |
| A       | Juventud          | 1:2       | River Plate | Juventud Parque Artigas | 10 de agosto | 15:00   | Christian Ferreyra |         |
| B       | Rampla Juniors    | 1:1       | Cerro Largo | Olímpico                | 10 de agosto | 15:00   | Gustavo Tejera     |         |
| B       | Liverpool         | 3:1       | Wanderers   | Belvedere               | 10 de agosto | 15:00   | Leodán González    |         |
| A       | Boston River      | 0:0       | Nacional    | Campeones Olímpicos     | 10 de agosto | 18:00   | Daniel Fedorczuk   |         |
| A       | Progreso          | 2:0       | Danubio     | Abraham Paladino        | 11 de agosto | 15:00   | Pablo Giménez      |         |
| B       | Plaza Colonia     | 0:0       | Cerro       | Parque Juan Prandi      | 11 de agosto | 15:00   | Daniel Rodríguez   |         |
| B       | Racing            | 3:1       | Fénix       | Parque Osvaldo Roberto  | 11 de agosto | 15:00   | Esteban Ostojich   |         |
| A       | Defensor Sporting | 2:2       | Peñarol     | Luis Franzini           | 11 de agosto | 18:00   | Andrés Matonte     |         |

| Fecha 5 | Fecha 5     | Fecha 5   | Fecha 5           | Fecha 5                     | Fecha 5      | Fecha 5 | Fecha 5            | Fecha 5 |
| Serie   | Local       | Resultado | Visitante         | Estadio                     | Fecha        | Hora    | Árbitro            |         |
| ------- | ----------- | --------- | ----------------- | --------------------------- | ------------ | ------- | ------------------ | ------- |
| B       | Cerro Largo | 2:0       | Cerro             | Antonio Ubilla              | 17 de agosto | 15:00   | Christian Ferreyra |         |
| A       | Danubio     | 1:2       | Boston River      | Jardines del Hipódromo      | 17 de agosto | 15:00   | Esteban Ostojich   |         |
| B       | Fénix       | 0:1       | Plaza Colonia     | Parque Capurro              | 17 de agosto | 15:00   | Andrés Cunha       |         |
| A       | Nacional    | 1:1       | River Plate       | Gran Parque Central         | 17 de agosto | 15:00   | Leodán González    |         |
| A       | Progreso    | 3:1       | Defensor Sporting | Abraham Paladino            | 18 de agosto | 15:00   | Diego Riveiro      |         |
| B       | Liverpool   | 3:1       | Racing            | Belvedere                   | 18 de agosto | 15:00   | Federico Arman     |         |
| B       | Wanderers   | 4:3       | Rampla Juniors    | Parque Alfredo Víctor Viera | 18 de agosto | 15:00   | Andrés Matonte     |         |
| A       | Peñarol     | 0:0       | Juventud          | Campeón del Siglo           | 18 de agosto | 18:00   | Jonathan Fuentes   |         |

| Fecha 6 | Fecha 6           | Fecha 6   | Fecha 6     | Fecha 6                 | Fecha 6      | Fecha 6 | Fecha 6            | Fecha 6 |
| Serie   | Local             | Resultado | Visitante   | Estadio                 | Fecha        | Hora    | Árbitro            |         |
| ------- | ----------------- | --------- | ----------- | ----------------------- | ------------ | ------- | ------------------ | ------- |
| B       | Plaza Colonia     | 3:1       | Cerro Largo | Parque Juan Prandi      | 24 de agosto | 15:00   | Daniel Fedorczuk   |         |
| B       | Racing            | 2:2       | Wanderers   | Parque Oslavdo Roberto  | 24 de agosto | 15:00   | Christian Ferreyra |         |
| A       | Boston River      | 1:1       | Progreso    | Campeones Olímpicos     | 24 de agosto | 15:00   | Federico Modernell |         |
| A       | River Plate       | 1:0       | Peñarol     | Parque Saroldi          | 24 de agosto | 15:00   | Andrés Cunha       |         |
| B       | Cerro             | 0:1       | Fénix       | Luis Tróccoli           | 25 de agosto | 15:00   | Nicolás Vignolo    |         |
| B       | Rampla Juniors    | 1:2       | Liverpool   | Olímpico                | 25 de agosto | 15:00   | Esteban Ostojich   |         |
| A       | Juventud          | 0:2       | Nacional    | Juventud Parque Artigas | 25 de agosto | 15:00   | Pablo Giménez      |         |
| A       | Defensor Sporting | 3:1       | Danubio     | Luis Franzini           | 25 de agosto | 17:30   | Gustavo Tejera     |         |

| Fecha 7 | Fecha 7           | Fecha 7   | Fecha 7        | Fecha 7                     | Fecha 7        | Fecha 7 | Fecha 7            | Fecha 7 |
| Serie   | Local             | Resultado | Visitante      | Estadio                     | Fecha          | Hora    | Árbitro            |         |
| ------- | ----------------- | --------- | -------------- | --------------------------- | -------------- | ------- | ------------------ | ------- |
| A       | Defensor Sporting | 2:2       | Boston River   | Luis Franzini               | 31 de agosto   | 15:00   | Daniel Rodríguez   |         |
| A       | Progreso          | 0:0       | Juventud       | Abraham Paladino            | 31 de agosto   | 15:00   | Andrés Matonte     |         |
| B       | Racing            | 2:4       | Rampla Juniors | Parque Osvaldo Roberto      | 31 de agosto   | 15:00   | Andrés Cunha       |         |
| B       | Liverpool         | 3:0       | Plaza Colonia  | Belvedere                   | 31 de agosto   | 15:00   | Leodán González    |         |
| B       | Wanderers         | 0:1       | Cerro          | Parque Alfredo Víctor Viera | 31 de agosto   | 15:00   | José Burgos        |         |
| B       | Cerro Largo       | 1:0       | Fénix          | Antonio Ubilla              | 31 de agosto   | 15:00   | Gustavo Tejera     |         |
| A       | Danubio           | 0:1       | River Plate    | Jardines del Hipódromo      | 1 de setiembre | 15:00   | Daniel Fedorczuk   |         |
| A       | Nacional          | 3:0       | Peñarol        | Centenario                  | 1 de setiembre | 15:00   | Christian Ferreyra |         |

## Final
Liverpool Fútbol Club obtuvo la tercera edición del Torneo Intermedio, consiguiendo el segundo título oficial de su historia, más de cincuenta años después de haber ganado el Campeonato Relámpago de 1968. Se impuso al Club Atlético River Plate por penales, tras empate en un gol al final de los noventa minutos reglamentarios, y en dos goles por bando al final de la prórroga.
| 8 de septiembre, 15:00 | Liverpool                                                    | 2:2 (1:1, 1:0) (t. s.)(5:4 p.) | River Plate                                                | Estadio Luis Franzini, Montevideo |                            |
|                        | Ramírez 20' · Olivera 97'                                    |                                | Piquerez 70' · Viera 110'                                  | Árbitro(s): Andrés Matonte        | Árbitro(s): Andrés Matonte |
|                        |                                                              | Tiros desde el punto penal     |                                                            |                                   |                            |
|                        | Olivera · Martínez · Ramírez · Cándido · Acevedo · Caballero |                                | Alonso · Rodríguez · Leites · Fernández · Piquerez · Píriz |                                   |                            |

|                               |
|                               |
| Campeón Liverpool 1.er título |

## Goleadores
| Jugador              | Equipo            | Goles |
| -------------------- | ----------------- | ----- |
| Juan Ignacio Ramírez | Liverpool         | 9     |
| Mariano Pavone       | Defensor Sporting | 6     |
| Gonzalo Bergessio    | Nacional          | 5     |
| Jonathan Dos Santos  | Cerro Largo       | 4     |
| Federico Martínez    | Liverpool         | 4     |
| Nicolás Sosa         | Racing            | 4     |

| Actualizado al 8 de setiembre de 2019. |